# ديزني تون ستوديوز
ديزني تون ستوديوز (بالإنجليزية: DisneyToon Studios)‏ هو إستوديو رسوم متحركة أمريكي. يصنع أفلام فيديو وأفلام بارزة متحركة سينمائية عرضية. الإستوديو هو قسم من والت ديزني أنيميشن ستوديوز. الإستوديو لديه 48 فيلم.

## وصلات خارجية
- ديزني تون ستوديوز على موقع IMDb (الإنجليزية)
- ديزني تون ستوديوز في قاعدة بيانات الأفلام على الإنترنت